# میر مجید موسوی
میر مجید موسوی (زاده ۱۲۸۴ خورشیدی) قاضی دادگستری و نماینده مجلس شورای ملی بود.
پس از تحصیل در مدرسه عالی حقوق تهران به استخدام عدلیه درآمد. در خدمات قضائی پیش رفت و رئیس استیناف (دادگاه تجدیدنظر) آذربایجان شد. در سال ۱۳۲۸ به نمایندگی از حوزه انتخابیه خوی، ماکو و سلماس به مجلس شورای ملی راه یافت و در دوره بعد نیز کرسی خود را حفظ کرد.
دوران نمایندگی موسوی با جنبش ملی شدن نفت و نخست‌وزیری دکتر مصدق همزمان بود. او از هواداران مصدق شد و در استعفای دسته‌جمعی نمایندگان دوره هفدهم شرکت کرد. از همین رو پس از کودتای ۲۸ مرداد ۱۳۳۲ مدتی بیکار بود تا اینکه به ریاست دادگاه استیناف اصفهان منصوب شد. مدتی هم رئیس دادگستری استان بود تا اینکه به مستشاری دیوان عالی کشور رسید.